# Vision of Disorder
A Vision of Disorder nevű hardcore punk/metalcore/alternatív metal zenekar 1992-ben alakult meg a New York állambeli Long Islanden. Lemezkiadóik: Roadrunner Records, TVT Records, Candlelight Records.

## Története
Matt Baumbach és Mike Kennedy gitárosok alapították az együttest, hozzájuk csatlakozott Tim Williams (ének, szövegírás), Brendon Cohen (dob), és Mike Fleischmann (basszusgitár). Kezdetben demókat dobtak piacra, néhány számuk válogatáslemezekre is felkerült. 1995-ben megjelent első középlemezük, a Striving for Togetherness Records kiadó gondozásában. Népszerűséget értek el azzal, hogy a hardcore punk mellett egyéb zenei stílusokat is belecsempésztek dalaikba.
1996-ban leszerződtek a Roadrunner Records leányvállalatának számító Supersoul kiadóhoz, és kiadták első nagylemezüket. A kemény, gyors hardcore punk mellett dallamosság és „tiszta” éneklés is jellemző az albumra. Második stúdióalbumuk 1998-ban került a boltok polcaira; ezen a Pantera együttesből ismert Phil Anselmo is közreműködött. 1999-ben kiadtak egy lemezt újból felvett demóikkal, 2001-ben pedig új nagylemezt jelentettek meg, melyen kipróbálták az akkoriban népszerű nu metal stílust.
2002-ben feloszlottak, ugyanis a TVT Records nem nyújtott nekik elég támogatást. Williams és Kennedy új együttest alapítottak Bloodsimple néven, míg Cohen és Fleischmann a Karvnov-ban játszottak. 2006-ban egy-két koncert erejéig újból összeálltak, melyen a Bloodsimple-lel és a Karvnov-val együtt játszottak.
2008-ban újraalakultak és 2012-ben, majd 2015-ben új stúdióalbumokat adtak ki.

## Tagok
- Tim Williams - ének (1992–2002, 2006, 2008–)
- Mike Kennedy - gitár (1992–2002, 2006, 2008–)
- Josh DeMarco - gitár (2015–)
- Mike Fleischmann - basszusgitár (1995–2002, 2006, 2008–)
- Brendon Cohen - dobok (1992–2002, 2006, 2008–)

Volt tagok:
- Matt Baumbach - gitár (1992–2002, 2006, 2008–2013)

## Diszkográfia

### Nagylemezek
- Vision of Disorder (1996)
- Imprint (1998)
- For the Bleeders (1999)
- From Bliss to Devastation (2001)
- The Cursed Remain Cursed (2012)
- Razed to the Ground (2015)

### Középlemezek és split-ek
- Vision of Disorder/Loyal to None split (1994)
- Vision of Disorder/Loyal to None Live on WUSB Riptide Radio split (koncertalbum, 1994)
- Still EP (1995)
- Vision of Disorder Live on WUSB Riptide Radio (1995)
- N.Y.H.C. Documentary Soundtrack (1996)
- Vision of Disorder/Nanchaku split (1997)
- Resurrecting Reality EP (1998)
- Landslide/Twelve Steps to Nothing split (1999)
- What You Are/Jada Bloom split (1999)

### Demók
- Demo '93
- Demo '94 ("Extra Shit")
- Demo '95

### DVD
- Dead in NY (2008)